# Vilsendorf
Vilsendorf ist ein Stadtteil der kreisfreien Stadt Bielefeld in Nordrhein-Westfalen und gehört zum Stadtbezirk Jöllenbeck. Bis zur Eingemeindung zum 1. Januar 1973 war Vilsendorf eine Gemeinde im Amt Jöllenbeck des Kreises Bielefeld. Der Ort liegt auf einer Höhe von 103 m ü. NN.

## Geographie
Die Stadt Bielefeld ist unterhalb der zehn Bezirke nicht weiter in administrative oder politische Einheiten gegliedert. Stadtteile sind in Bielefeld daher nur informelle Teilgebiete, deren Abgrenzung sich meist auf das Gebiet einer Altgemeinde bezieht. Zu statistischen Zwecken ist Bielefeld jedoch in 72 „statistische Bezirke“ eingeteilt. Die Altgemeinde Vilsendorf entspricht dabei in etwa dem statistischen Bezirk Vilsendorf, der heute in etwa die Grenzen des informellen Stadtteils Vilsendorf definiert.
Vilsendorf grenzt an die Bielefelder Stadtteile Brake, Schildesche, Theesen und Jöllenbeck sowie an den Herforder Stadtteil Laar. Die südliche Grenze des Stadtteils bildet der Johannisbach, der von Westen kommend hier zum Obersee gestaut wird. Am östlichen Rand des Stadtteils fließt die Jölle und bildet die Grenze zu Brake. Die Grenze zu Theesen im Westen bildet der Moorbach.

## Geschichte
Die erste Erwähnung Vilsendorfs stammt aus dem Jahr 1151. Seit dem Mittelalter gehörte die Bauerschaft Vilsendorf zur Vogtei Schildesche im Amt Sparrenberg der Grafschaft Ravensberg. Von 1807 bis 1810 gehörte Vilsendorf zum Kanton Schildesche im Distrikt Bielefeld des Königreichs Westphalen, das von Jérôme, dem Bruder Napoleons regiert wurde. Nach der Annexion großer Teile Norddeutschlands durch Napoleon Bonaparte im Jahre 1811 verlief die neue Staatsgrenze zwischen dem Königreich Westphalen und dem Kaiserreich Frankreich quer durch den Kanton Schildesche entlang des Johannisbachs. Vilsendorf gehörte nun bis 1813 zum Kanton Enger im Distrikt Minden des französischen Departements der Oberen Ems. Nach der Napoleonischen Zeit gehörte Vilsendorf seit 1816 zum Kreis Bielefeld und darin zunächst zum Verwaltungsbezirk Schildesche, aus dem 1843 das Amt Schildesche wurde.
Als zum 1. Oktober 1930 der größte Teil des Amtes Schildesche nach Bielefeld eingemeindet wurde und das Amt Schildesche aufgelöst wurde, kam Vilsendorf zum Amt Jöllenbeck. Gleichzeitig wurde Vilsendorf um den nördlich des Johannisbachs und westlich der Jölle gelegenen Teil der Gemeinde Schildesche Bauerschaft erweitert.
Im Rahmen der kommunalen Neugliederung des Raums Bielefeld wurde Vilsendorf am 1. Januar 1973 nach Bielefeld eingemeindet und gehört seitdem zum Stadtbezirk Jöllenbeck.

## Einwohnerentwicklung
| Jahr | Einwohner | Quelle |
| ---- | --------- | ------ |
| 1799 | 0485      | [ 4 ]  |
| 1822 | 0530      | [ 5 ]  |
| 1843 | 0795      | [ 6 ]  |
| 1864 | 0647      | [ 7 ]  |
| 1885 | 0658      | [ 8 ]  |
| 1910 | 0701      | [ 9 ]  |
| 1939 | 1091      | [ 10 ] |
| 1950 | 1501      | [ 11 ] |
| 1961 | 1890      | [ 3 ]  |
| 1966 | 1954      | [ 12 ] |
| 1970 | 2013      | [ 3 ]  |
| 1972 | 2131      | [ 13 ] |
| 2008 | 4043      | [ 14 ] |
| 2014 | 4014      | [ 15 ] |
| 2019 | 4269      | [ 16 ] |
| 2022 | 4276      | [ 17 ] |
| 2024 | 4346      | [ 18 ] |

## Infrastruktur
Vilsendorf besteht im Zentrum aus einem Wohngebiet. Daneben existieren hier eine Grundschule, zwei Kindergärten, eine Kita, eine Kirche, einen nahkauf Supermarkt mit einer Bäckerei, einer kleinen DHL-Filiale, einem Zahnarzt, eine Firma der Textilindustrie, einer Änderungsschneiderei und eine Wassermühle. Landwirtschaft prägt das Bild, vor allem Ackerbau sowie einige Reiterhöfe.

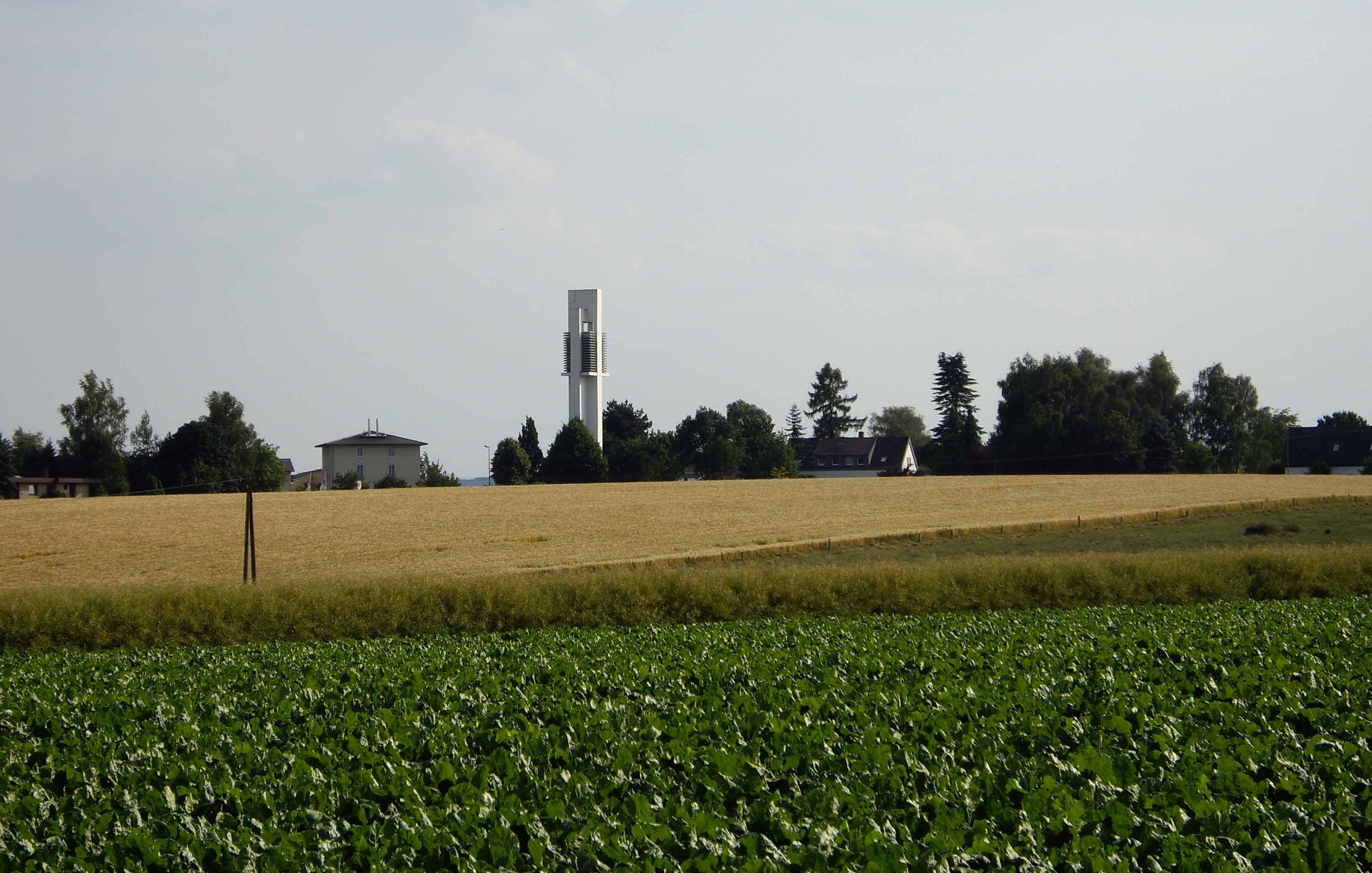
Vilsendorf ist teilweise noch ländlich geprägt.
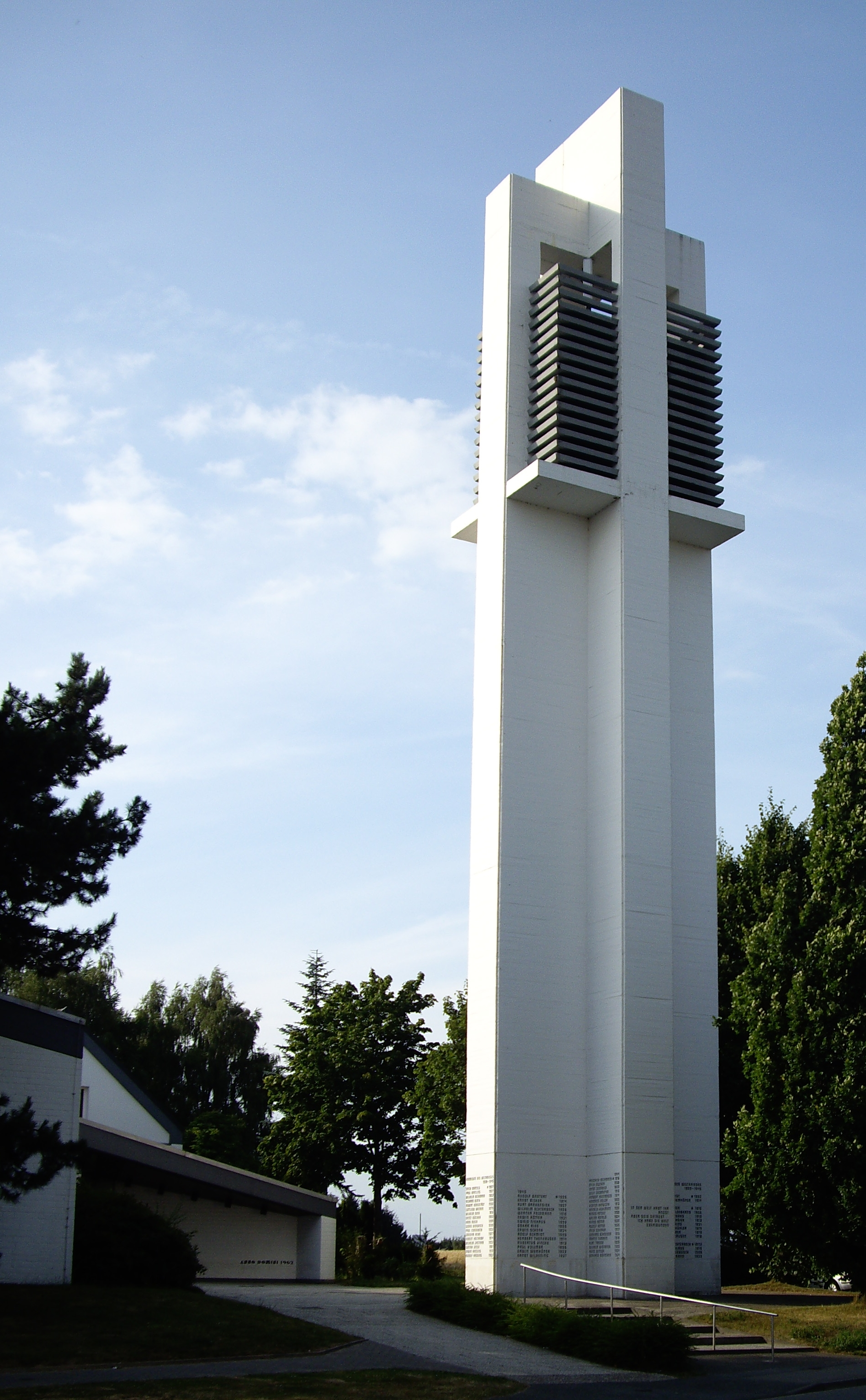
Die evangelische Kirche in Vilsendorf
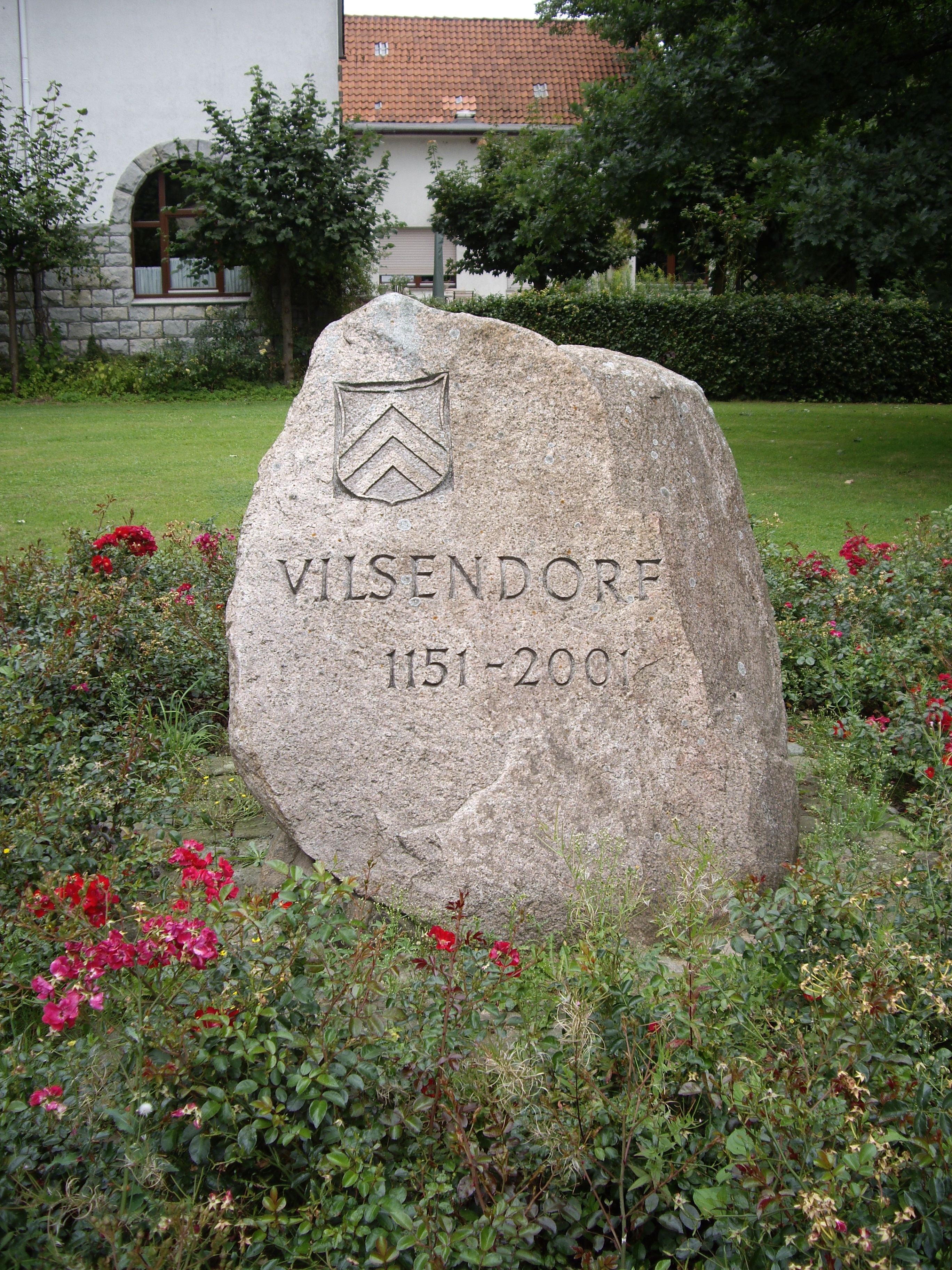
Gedenkstein zur 850-Jahr-Feier 2001

## Verkehr
Von Vilsendorf aus bestehen die Busverbindungen der Linie 155/156 in Richtung Jöllenbeck bzw. zur Endhaltestelle Schildesche und zur Stadtbahn Linie 1 Richtung Senne und mit der Linie 101 in Richtung Herford, bzw. ab der Haltestätte „Limbrede“ auch in Richtung Endhaltestelle Schildesche und ebenfalls zu der Stadtbahn Linie 1 Senne.

## Kultur

### Sport
In Vilsendorf ist der Fußballverein TuS Union Vilsendorf beheimatet. Die erste Mannschaft spielt (Stand 2024) in der Kreisliga B.

### Regelmäßige Veranstaltungen

#### Osterfeuer
Jedes Jahr, am Karsamstag, findet am Feuerwehrhaus an der Laarerstr. 12 ein Osterfeuer der Freiwilligen Feuerwehr statt.

#### Weihnachtsmarkt
Jährlich findet auf dem Vilsendorfer Kirchengelände ein Weihnachtsmarkt statt.